# أكبر صادقي (مقاطعة فسا)
أكبر صادقي (بالإنجليزية: Tolombeh-ye Akbar Sadeqi)‏ هي منطقة سكنية تقع في فارس في إيران. يقدر عدد سكانها بـ 41 نسمة .